# Chalvignac
Chalvignac település Franciaországban, Cantal megyében. Lakosainak száma 457 fő (2022. január 1.). Chalvignac Arches, Brageac, Mauriac, Pleaux, Sourniac, Le Vigean, Latronche, Neuvic és Soursac községekkel határos.

## Népesség
A település népességének változása:
| Lakosok száma | 818  | 580  | 525  | 431  | 437  | 445  | 469  | 470  | 471  | 457  |
|               | 1968 | 1982 | 1990 | 2006 | 2013 | 2015 | 2017 | 2019 | 2020 | 2022 |